# Proceratophrys branti
Espèce
Proceratophrys branti est une espèce d'amphibiens de la famille des Odontophrynidae.

## Répartition
Cette espèce est endémique du Brésil.Elle se rencontre dans les États de Tocantins, de Goiás et du Minas Gerais.

## Description
Les mâles mesurent de 25,8 à 48,5 mm et les femelles de 42,4 à 55,0 mm.

## Étymologie
Cette espèce est nommée en l'honneur de Sérgio Brant Rocha.

## Publication originale
- Brandão, Caramaschi, Vaz-Silva & Campos, 2013 : Three new species of Proceratophrys Miranda-Ribeiro 1920 from Brazilian Cerrado (Anura, Odontophrynidae). Zootaxa, no 3750, p. 321-347.